# Határfelület-repülőgép

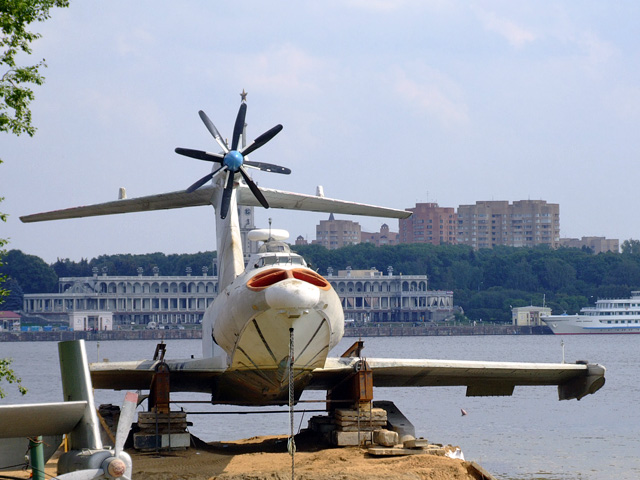
Egy az öt darab A–90 Orljonokból Észak-Moszkvában, Tusinóban

A határfelület-repülőgép (angolul: ground effect vehicle, GEV), más néven párnahatás-repülőgép, vagy ekranoplán a párnahatás jelenségét kihasználó repülőgépek csoportja, amely eszköz kis magasságban a felszín felett (föld, vagy víz) nagy nyomású gázt (égéstermék, vagy levegő) juttatva (szorítva) szárnya és a felszín közé, képes aerodinamikai felhajtóerőt létrehozva a levegőben maradni, kizárólag előrehaladás közben. Átmenetet képez a légpárnás hajó és a repülőgép között, mivel a levegőben való haladást merevszárny segítségével képes megvalósítani. Ettől függetlenül a Nemzetközi Tengerészeti Szervezet (International Maritime Organization, IMO) szerint ezek a járművek hajóknak minősülnek. A GEV abban különbözik a hagyományos merevszárnyú repülőgépektől, hogy levegőben maradásához nem elegendő a szárnyprofil felső és alsó oldala között fellépő nyomáskülönbség, a párnahatás kialakulása nélkül nem képes tartósan a levegőben haladni. Ezért hatómagassága alacsony (felszínközeli) és szárnyterjedtsége (szárnyfesztávolsága) kicsi.
Ismert még wing-in-ground-effect (WIG) vehicle, flarecraft, sea skimmer, ekranoplan és wing-in-surface-effect ship (WISE) néven is.
Az elmúlt 30-40 évben sok változata épült meg, katonai és polgári célokra egyaránt, azonban mégsem vált széleskörűen elterjedtté. Hasonló elvet követ a szárnyashajó, illetve a katamarán is, azonban ezek sebessége alacsonyabb, vízfelszíni járművek, gyakorlatilag mindkét vízijármű nagy sebességű hajó.

### Bibliográfia
- EKRANOPLANES- Controlled Flight Close to the Sea by Prof.A.V.Nebylov, WIT Press.
- Complex Algorithms of Parameters Measuring Systems for Motion Close to the Sea by Sukrit Sharan(Aerospace Trainee from India) , IX Conference for Young Scientists, CSRI-ELEKTROPRIBOR, March 2007, St.Petersburg, Russia.
- Quality Measurement Criteria for Flight Close to the Sea Surface by Sukrit Sharan, Seminar on 'Aeronautics & Space', 9-13 April, 2007 St. Petersburg State University of Aerospace Instrumentation, Russia.
- Easy Ways to Study Ground Effects by Aubin S.Y., Monchaux J., 2001.
- Bill Gunston, The Osprey Encyclopedia of Russian Aircraft, Osprey (2000), ISBN 978-1841760964
- Ernst Heinrich Hirschel, Horst Prem, Gero Madelung, Aeronautical Research in Germany: From Lilienthal Until Today, Springer-Verlag Berlin and Heidelberg GmbH & Co. K (2003), ISBN 978-3540406457
- Fishwick, S., Low flying boats, Amateur Yacht Research Society, Thorpe Bay (2001), ISBN 0-85133-126-2
- Kirill V. Rozhdestvensky, Aerodynamics of a Lifting System in Extreme Ground Effect, Springer-Verlag Berlin and Heidelberg GmbH & Co. K (2002), ISBN 978-3540662778
- McGraw-Hill, McGraw-Hill Dictionary of Scientific and Technical Terms, McGraw-Hill Professional (2002, ISBN 978-0070423138
- Randall Forsberg, The Arms Production Dilemma: Contraction and Restraint in the World Combat Aircraft Industry, The MIT Press (1995), ISBN 978-0262560856
- Villányi György: Egy érdekes kísérlet: az Alekszejev-féle ekranoplán. In: Haditechnika 1999/4, 323–6.

### Videók
- What is an Ekranoplan?
- Ekranoplane
- Ekranoplan (KM, A-90 "Orlyonok" and Lun)